# Kancjonał kórnicki
Kancjonał kórnicki – kancjonał zawierający teksty ok. 40 polskich pieśni religijnych, spisany w latach 1550-1555.
Zbiór powstał w środowisku bernardyńskim, prawdopodobniej dla którejś z żeńskich wspólnot zakonnych. Został spisany przez pięciu różnych kopistów, z których jeden podpisał się jako Jeronimus. Kancjonał znajduje się w Bibliotece Kórnickiej.
Najwięcej pieśni związanych jest z Bożym Narodzeniem. Oprócz tego są również utwory maryjne i pasyjne. Wszystkie pieśni mają tytuły. Przy wielu są też podane wskazówki dotyczące melodii. W zbiorze zawartych jest ok. 20 utworów, które zapisane były również w Kancjonale puławskim z ok. 1551 (być może oba kancjonały korzystały ze wspólnego źródła). 
Niektóre utwory są starszymi przekładami, m.in. łacińskich hymnów i sekwencji. Jednak większość nowszych pieśni jest prawdopodobnie oryginalna i nie są znane pierwowzory. W większości są to obszerne, wielozwrotkowe utwory. Zawierają wiele motywów apokryficznych, zwłaszcza bożonarodzeniowych. Narracja pieśni jest często emocjonalna i liryczna, nasycona uczuciowymi epitetami i zdrobnieniami.